# Cazafantasmas (película de 2016)
Cazafantasmas (en inglés: Ghostbusters, también conocida como Ghostbusters: Answer the Call y comercializada como tal para DVD y Blu-Ray) es una película estadounidense de comedia y ciencia ficción de 2016 dirigida por Paul Feig, con guion de Kate Dippold y protagonizada por Melissa McCarthy, Kristen Wiig, Kate McKinnon, Leslie Jones, Neil Casey, Andy García, Cecily Strong y Chris Hemsworth. Relata la historia de cuatro mujeres que comienzan un negocio de capturar fantasmas en la ciudad de Nueva York. Es el tercer largometraje de la franquicia Ghostbusters y sirve como un reboot de las películas anteriores.
Una tercera película de Ghostbusters había estado en varias etapas de desarrollo después del estreno de Ghostbusters II en 1989. Como resultado de la negativa del miembro original Bill Murray a comprometerse con el proyecto y la muerte de Harold Ramis en 2014, Sony decidió reiniciar la serie. Gran parte del elenco de la película original hace apariciones muy breves en nuevos papeles. El anuncio del elenco principal constituido solo por mujeres en 2015 atrajo una respuesta polarizada de la reacción pública y de internet.
La película se estrenó en el Teatro Chino TCL en Los Ángeles el 9 de julio de 2016 y fue lanzada por Columbia Pictures en EE. UU. y la mayor parte de los territorios el 15 de julio de 2016 en 2D, 3D, RealD 3D e IMAX 3D. En España se estrenó el 12 de agosto de 2016. La película recaudó USD 229 millones en todo el mundo contra un presupuesto de producción de USD 144 millones. Sin embargo, y debido al alto presupuesto y a la enorme cantidad de dinero gastada en marketing, la película se considera un total fracaso de taquilla. En consecuencia, el estudio abandonó los planes para una secuela, finalmente optó por continuar la serie original con Ghostbusters: Afterlife, estrenada en 2021.

## Argumento
En Nueva York, en el centro turístico de la Mansión Aldrige, un guía turístico se encuentra haciendo un recorrido por la casa, contando algunos de los inventos que Sir Aldrige, el primer dueño de esa casa, realizó. Sin embargo, se detiene un momento en la puerta que da al sótano, comenzando a contar una historia de terror que supuestamente había ocurrido en el lugar.
Una mañana, Sir Aldrige descubrió una masacre que había sido hecha por su primogénita, Gertrude Aldrige, que había apuñalado a todos los sirvientes de la casa hasta la muerte. Para evitar que la reputación de la familia fuera manchada, decidió encerrarla en el sótano, donde la alimentaban por una rendija y pasado el tiempo, murió. Sin embargo, cuando un nuevo dueño llegó, los restos fueron exhumados, pero se siguieron escuchando ruidos provenientes de la parte baja de la casa. Debido a que el guía había abierto la rendija de la puerta, una vela que se encontraba en un buró a un lado, salió volando inexplicablemente, por lo que hace que el grupo se aleje de esa entrada.
Todos desconocen que debajo de ese mueble, se encontraba un extraño artefacto.
En la noche, cuando el hombre se va a casa, se revela que la vela que había caído era una patraña inventada por él, al tener un mecanismo que controlaba a control remoto. Pero, la perilla de la puerta del sótano comienza a moverse lentamente, y al acercarse, la madera se mueve violentamente mientras se escucha un grito desgarrador venido de adentro. Asustado, intenta salir, pero la perilla de la salida quema la mano del hombre cuanto intenta abrirla, trata de romper una ventana con una silla, pero una fuerza invisible lo evita y lo golpea con el objeto. En la desesperación, termina entrando al sótano, donde es testigo como una extraña sustancia viscosa sale del suelo entre las grietas, mientras que una presencia fantasmal se acerca a él, cuanto intenta escapar y termina colgando de una mano cuando las escaleras son destruidas.
En la Universidad de Columbia, la física Erin Gilbert, se encuentra emocionada porque dará una clase en el gran auditorio de las instalaciones, sin embargo, es interrumpida por Ed Mulgrave, el historiador de la Mansión Aldrige, quien le pide ir a investigarla al creer que está embrujada, ya que se revela que Erin había escrito un libro que hablaba del estudio paranormal, que había rechazado de inmediato al saber que su carrera como educadora se vería manchada.
Erin, asustada de que el libro se encontrara a la venta y en un intento de que el rector de la universidad no se entere, decide ir a hablar con Abby Yale, su antigua mejor amiga con la que había escrito la publicación para convencerla de que quite el libro. La mujer va al Instituto de Ciencias Kenneth P. Higgins, una escuela marginada que es el lugar donde su amiga trabaja.
Al encontrarla, Abby muestra un gran rencor hacia Erin, pues le duele que la haya dejado con el libro y su desprestigio tan repentino a la investigación que las dos apasionaban cuando eran niñas. Ahí también conoce a la inventora y física Jillian Holtzmann, una mujer con una fuerte personalidad que se unió a Abby en su estudio de lo paranormal después de que Erin desertó.
Después de una charla inmadura donde las dos mujeres se burlan de Erin, ella revela que su razón de buscarla es porque un hombre la buscó para que investigara un caso paranormal ocurrido en la Mansión Aldrige. Esto emociona a las dos mujeres, que deciden ir a investigar y convencen a Erin para que vaya con ellas, las presente con el historiador y a cambio quitaran el libro.
Al llegar, se encuentras con el guía y Ed, que se rehúsan a acompañarlas, por lo que solo les arrojan las llaves mientras el chico dice que morirán allá dentro.
Al entrar, Abby saca un artefacto que se revela detecta la energía paranormal, mientras Holtzmann graba con una cámara y Erin las sigue de cerca. Al cruzar la puerta del sótano, Erin se da cuenta de la sustancia viscosa en el piso, mientras que la puerta se abre misteriosamente. Al verla, al principio cree que Abby y Holtzmann son las responsables, pero ellas admiten que no fueron ellas, algo que las desconcierta a las tres. De un momento a otro, el aparato de Abby se acciona y un sonido comienza a afectarles los oídos mientras observan como algo brillante se acerca.
El hermoso fantasma de Gertrude Aldrige se presenta ante ellas, comenzando a levitar enfrente de su retrato. Erin se acerca para intentar hablar con ella mientras Abby graba todo, cuando intenta hablarle, el fantasma revela un rostro horrible mientras le vomita la sustancia verdosa encima a la mujer. Cuando termina, rápidamente atraviesa la ventana, las tres mujeres la siguen y ven maravilladas como escapa en una estela de luz azulada y rojiza. Emocionadas, celebran que vieron un fantasma, realizando un vídeo que suben a internet.
Sin embargo, el vídeo es visto por el rector de la Universidad de Columbia que de inmediato, al creer que todo eso son patrañas, despide a Erin. Lo que destroza a la mujer, sin embargo, Abby la convence de unirse a ella y Holtzmann para que sigan su investigación, algo que ella acepta, pero cuando intentan ir a pedir fondos, el director del instituto revela desconocer que el departamento de las dos mujeres existía, por lo que las despide.
En el metro, Patricia “Patty” Tolan, una guardia del lugar agradable que saluda a todos, se encuentra con un raro hombre que le habla de un Cuarto Cataclismo. Mientras se va, la mujer se da cuenta por las cámaras que el hombre se dirigió a los rieles. Va a mirar, pero se encuentra con uno de los artefactos parecido al que se encontraba en la Mansión, que explota inesperadamente y enfrente de ella ve a una presencia fantasmal de un preso que suelta rayos eléctricos. Asustada, huye de ahí mientras que el hombre observa maravillado.
Éste resulta ser Rowan North, un loco obsesionado con los fantasmas que trabaja en el Hotel Mercado como miembro del room service. Que planea romper la barrera que divide el mundo de los vivos con el de los muertos.
Mientras tanto, las tres mujeres buscan un lugar donde puedan trabajar, siendo su principal opción una estación de bomberos abandonada que es perfecta. Sin embargo, se retractan cuando les dicen que la renta es demasiado cara, por lo que terminan rentando en el segundo piso de un restaurante de comida china. Donde comienzan a hacerse publicidad, instalan su laboratorio y comienzan a mandar una oferta de trabajo para recepcionista, a la cual llega Kevin, un chico apuesto (del cual Erin se termina fijando) pero demasiado tonto y distraído, al que terminan contratando al ser el único aspirante.
Mientras el hombre va a subir sus cosas, las tres mujeres se dan cuenta de la presencia de Patty, quien les dice que fue a buscarlas porque fue atacada por un fantasma. Sin dudarlo, van a la estación del metro, donde Holtzmann lleva un equipo muy pesado para probarlo, la guardia les explica que arriba de ellas estaba la prisión de la ciudad, el primer lugar en el que ejecutaban personas en la silla eléctrica (lo que explica la forma del fantasma). Ahí se encuentran con un artista callejero que estaba por hacer un dibujo, al decir que vio a la presencia, las mujeres le piden que le describa como es, por lo que termina haciendo un dibujo de un fantasma, al que le pone encima un signo de cancelación después de que Patty dice que no quiere ver eso ahí, lo corre y guía a Abby y Erin a los rieles, mientras que Holtzmann se detiene para tomarle foto y posteriormente convertirlo en su logo.
Ya en los rieles, Abby vuelve a llevar su aparato mientras que Erin vuelve a mancharse con la misma sustancia viscosa con lo que la atacó el fantasma de Gertrude. Al llegar donde estaba el artefacto que exploto, las mujeres se impresionan con los restos y el tipo de tecnología que parece ser. Las luces de los rieles fallan, el aparato de Abby se vuelve a activar y Holtzmann ve a la presencia enfrente de ellas. Abby comienza a grabar mientras que Jillian comienza a preparar el equipo, lo enciende y le da un cañón de protones a Erin para que lo use contra el fantasma. Dispara y la energía atrapa al fantasma, sin embargo, continúa teniendo más fuerza y tira a la mujer, al ver que el tren se acerca y no se detendrá en la estación, Patty y Abby se llevan a Erin mientras ella continúa disparándole al fantasma, logran llegar a la plataforma justo cuando el tren pasa, atropella al fantasma y se lo lleva con él. Holtzmann dice que ya sabe qué hacer para tener más movilidad y que se necesita más potencia.
En su laboratorio, las mujeres analizan los rastros del aparato del metro. Mientras hacen esto, se encuentran con Patty (que ya había llegado, pero Kevin no les aviso), que pide ser parte del equipo, admitiendo que les puede ayudar al saber mucho de la ciudad y poder pedir prestado un auto de su tío para su servicio, que termina ser una carroza fúnebre ya que es dueño de una funeraria.
Después de un tiempo, Holtzmann logra terminar el rayo de protones y crear una trampa para atrapar a un fantasma. Durante una comida, Patty pregunta cómo fue que Abby y Erin se interesaron en el tema paranormal. Aquí, Erin revela que ella fue la que vio un fantasma, ya que cuando era niña su odiosa vecina murió y apareció enfrente de su cama cada noche por casi un año. Sin embargo, sus padres no le creyeron y la llevaron a terapia, cosa de la que se enteraron sus compañeros de la escuela, por lo que la comenzaron a molestar y llamarla niña fantasma, siendo Abby la única que realmente le creyó.
Mientras tanto, Rowan se dirige al Teatro Stonebrook, donde se llevará a cabo un concierto de rock y en donde planea instalar otro de sus artefactos.
En el laboratorio, las cuatro mujeres se dan cuenta de que están pasando el vídeo del fantasma en el metro que ellas habían subido a internet por la televisión, aunque les ponen el sobrenombre de Cazafantasmas. Aquí, se encuentra el Doctor Martin Heiss, parte del Consejo de Lógica e Información y conocido por desmentir fenómenos sobrenaturales, el cual las desprestigia al creer que no es real el vídeo. Sin embargo, Erin se propone atrapar a un fantasma, justo cuando llaman a Kevin para pedir el servicio del equipo en el teatro al cual Rowan había ido.
Patty les da a las chicas overoles del trabajo para evitar que se vuelven a ensuciar con la sustancia fantasmal, mientras que Holtzmann llega con la carroza pintada, con un artefacto en el techo y una sirena, algo que consterna a Patty. Las cuatro se dirigen al teatro, se equipan y entran para ser recibidas por el encargado, quien les explica que vio al fantasma atacando a un miembro del personal.
Bajan al sótano, donde las cuatro se separan a buscar algo. Abby encuentra el aparato de Rowan, mientras que Patty es atacada por un maniquí que se encontraba poseído por el fantasma. Se reúne con las tres mujeres, quienes disparan a la figura, lo terminan desintegrando, revelando a un fantasma con aspecto demoniaco que sale huyendo por el pasillo. Las Cazafantasmas lo persiguen y ven como sube al escenario, donde la gente no se da cuenta de que es un verdadero espectro y piensan que es algún efecto, sin embargo, cuando el cantante es atacado, las mujeres entran y comienzan a disparar.
Abby le pide a Patty que tome los pasillos laterales para disparar de distintos ángulos, sin embargo, cuando intentan pasar, se lanzan al público, pero Patty no es atrapada y termina en el suelo. Al levantarse, el fantasma se postró en los hombros de la mujer, cosa que aprovechan los otras tres para disparar y contener al fantasma. Holtzmann abre la trampa y finalmente logran atraparlo. Por lo que celebran y cuando salen son entrevistadas por la prensa.
Sin embargo, esto es visto por Rowan en televisión en una cafetería, en donde decide ir tras el equipo para que no interfieran en sus planes.
De vuelta en su laboratorio, las cuatro mujeres se encuentran celebrando mientras Holtzmann les hace unos ajustes a sus cañones de protones. Pero su momento es interrumpido por el Doctor Heiss, quien llega interesado por ver al fantasma, algo que a lo que Abby se rehúsa al querer tener un mejor método contenedor para mantenerlo. Sin embargo, el hombre termina insultándolas, por lo que Erin, en un ataque de ira, termina abriendo la trampa, lo que termina con el hombre siendo atacado por la entidad y lanzado por la ventana directo a su muerte.
Cuando la policía llega, mientras intentan explicarle lo que pasó, son llevadas por miembros de la Fuerza de Seguridad Nacional para hablar con el alcalde, quien al principio les agradece por todo, pero quiere que dejen de llamar tanto la atención hacia ellas mismas, comenzando una campaña de desprestigio para hacerlas parecer que son un fraude, aunque les permiten seguir investigando siempre y cuando se lo reporten.
Debido a esto, Holtzmann diseña nuevas armas para las mujeres, un cañón especial de protones para Erin (que seguía en desarrollo por lo que le da una navaja suiza mientras lo termina), a Patty una máquina desintegradora fantasmal, a Abby un guante que funciona con los movimientos, así como unas mini bombas que solo lastiman a los entes.
Mientras ven una de las entrevistas dadas por la asistente del alcalde desprestigiándolas, Abby intenta reanimar al equipo, enseñándoles varios casos de actividad paranormal sucedida en la ciudad en poco tiempo. Al decir las direcciones, Erin nota un patrón que marca en un mapa de Nueva York también con las apariciones en el metro, el teatro y la Mansión Aldrige. Ahí, se dan cuenta de que los artefactos se están poniendo justo en los puntos de las Líneas Ley de Nueva York. Le explican a Patty que estás líneas son una energía sobrenatural que atraviesa la tierra creadas por los puntos sagrados y eventos sobrenaturales que pasan en el mundo, y que en la intersección siempre se halla un punto inusualmente poderoso. Holtzmann saca un libro donde se marcan las líneas y se dan cuenta de que, en efecto, es el mismo trazo que Erin había hecho. Descubren que el que esté usando los artefactos lo hace para cargar las Líneas Ley y que, si logra activar uno lo suficientemente grande en la intersección de las líneas, abrirá un hueco en la barrera y creará un portal que deje salir a los fantasmas.
Investigan el punto de intersección que resulta ser el Hotel Mercado, al cual Patty le halla mucho sentido debido a todas las historias sobrenaturales que rodean el lugar, cuando entran al sitio web, en una foto del servicio, la mujer se da cuenta de que uno de los trabajadores era el hombre que había hablado de cataclismos con ella en el metro. Decididas, las Cazafantasmas se dirigen al hotel para detenerlo después de avisar a los agentes de lo descubierto.
Al llegar, bajan al sótano encontrando el laboratorio de Rowan y al mismo hombre en él, con una gigantesca máquina encendida y muchos espejos alrededor donde se muestran a los espíritus vengativos atrapados. Aquí, el hombre les dice que desea hacerlo por todos los abusos que había vivido en su vida al ser un genio incomprendido, y aunque las mujeres intentan hacerlo entrar en razón (de forma desastrosa), él quiere seguir con su plan, por lo que Abby le advierte que la policía estará ahí pronto, por lo que, en un movimiento extraño, Rowan se suicida al tocar su máquina que lo termina electrocutando. Holtzmann logra apagarla antes de que se termine de accionar.
Llegan los detectives y comienzan a revisar el lugar, mientras que Abby afirma que está sorprendida por compartir la misma tecnología que Rowan. A lo que Holtzmann dice que esto se debe a que el hombre tenía una copia del libro de Erin y Abby. En ese momento, llega la asistente del gobernador que les agradece, pero al salir con prensa, hace que parezca que las mujeres son arrestadas mientras las sigue desprestigiando.
Ya cuando todos se van, el aparato de Abby (que había dejado en el sótano del Hotel Mercado), se activa repentinamente y comienza a detectar una presencia fantasmal.
En su departamento, Erin revisa el libro de Rowan, descubriendo notas, dibujos de los fantasmas que habían visto y una enorme ilustración de él mismo sobre el cuarto cataclismo y a él guiando el ataque. Aquí, se da cuenta de que el suicidio del hombre era solo un paso más en su plan, por lo que inmediatamente les llama a sus amigas. Pero no contestan ya que Kevin, Holtzmann y Patty no estaban y Abby es atacada y poseída por el fantasma de Rowan. Al ver en la televisión un anuncio de que el gobernador estará en una comida, decide ir a hablar con él.
En la comida, le pide que evacue la ciudad, pero no le hacen caso y pide a seguridad que la saquen.
En el laboratorio, Holtzmann y Patty llegan, encontrándose con Abby actuando un tanto raro. La mujer, poseída por Rowan, toma un tubo de acero y comienza a golpear los cañones de protones para averiarlos, sin embargo, Holtzmann intenta detenerla, pero es derribada mientras que ataca a Patty con el tubo, quien lo logra esquivar. Abby, toma a Holtzmann del cuello e intenta tirarla por la ventana, pero Patty la sujeta justo a tiempo, comenzando una pelea contra Abby que intenta matarlas. Sin embargo Patty logra tirar a Abby y salvar Holtzmann, golpeando a Abby al darse cuenta de que estaba poseída. Al hacerlo, el fantasma de Rowan sale del cuerpo de la mujer, pero va a dar en Kevin cuando éste llega con una motocicleta para ayudar a sus amigas.
Rowan, poseyendo a Kevin, usa la motocicleta para llegar al Hotel Mercado, noquea a los dos guardias y vuelve activar su máquina. Esta vez con éxito, ya que logra romper la barrera y los fantasmas son liberados. Provocando que una extensa nube de energía sobrenatural se esparza por la ciudad y miles de fantasmas aparezcan. Erin, corre desesperada intentando llegar por las chicas, quienes salen en el auto armadas para salvar a Kevin.
Sin embargo, en su camino, se encuentran con Viscoso, quien estaba comiendo en un par de carros de comida que obstruían el paso del auto, pero el espectro se roba el auto e intenta atropellarlas, ya que las chicas no pueden disparar debido a que el equipo que se encontraba en el techo era un reactor nuclear, esquivan el golpe y se ven obligadas a caminar.
Mientras llegan al Hotel Mercado, se encuentran con un desfile de globos fantasmagórico, que las ataca. Logran reventar todos los globos, pero no pueden con el globo del Hombre Malvavisco que las aplasta, pero son rescatadas por Erin, que logró armarse y revienta la figura usando la navaja suiza que Holtzmann le había dado. Ya con el equipo completo, las cuatro siguen su camino al hotel.
Ahí, llega toda la fuerza de seguridad de la ciudad junto con los agentes, pero son vencidos cuando Rowan, usando el cuerpo de Kevin, los inmoviliza en una pose de baile. Al ver llegar a las mujeres, manda a un gran escuadrón de fantasmas a acabar con ellas, sin embargo, usando sus armas y las nuevas creadas por Holtzmann, logran derribar a todos los fantasmas.
Finalmente, entran al hotel, donde ven el portal verdoso que se va haciendo más grande. Al intentar bajar al sótano, son bloqueadas por un piano que Rowan intento lanzar para matarlas, al ver al hombre, ellas le piden que deje a Kevin, por lo que el espectro dice que acepta ya que por cada minuto que pasa ahí cree que se vuelve más idiota lo libera, pero Kevin cae inconsciente, sin embargo, lo hace a una gran altura del piso, pero es salvado por Erin y Abby, quienes lo arrastran lejos del portal.
Después de perseguir a Rowan con sus cañones, éste se hace invisible y le dice a las chicas con que forma quieren que se haga visible, por lo que Patty contesta que en un fantasma tierno, por lo que el espectro toma la forma del fantasma del logo de las Cazafantasmas, pero se torna espeluznante y comienza a crecer de forma desmedida, haciendo que la energía del portal las saque del hotel mientras sigue aumentando de tamaño, destruyendo completamente el edificio que termina levitando debido a la energía del vórtice.
La bestia fantasmal persigue al equipo para matarlas, pero Erin le dispara en la cara, lo que lo ciega temporalmente y permite que las mujeres se escondan en un callejón mientras el monstruo las pasa de largo y las busca por la ciudad.
Al regresar al vórtice, se dan cuenta de que éste ha aumentado de tamaño y se está saliendo de control, comentando que la única forma de cerrar el portal ahora es con una potente fuente de energía. Patty ve el auto que sigue siendo conducido por Viscoso y un fantasma femenino que parece ser su novia y comentan que pueda usar el aparato nuclear, haciendo que Erin, Abby y Holtzmann intuyan que, si logran hacer que los contenedores exploten dentro del vórtice, lo convertiría en una gigantesca trampa de fantasmas.
Bloquean el camino del auto y logran hacer que se desvíen hacia el portal. Les disparan a los contenedores que explotan en el interior del vórtice, que se torna de color rojo y atrapa a todos los fantasmas y los regresa a su interior, pero Rowan, siendo el más fuerte se resiste, le disparan para que sea arrastrado, pero toma Abby y entra en el portal con ella, mientras que el resto del hotel se reconstruye.
Erin, al ver un camión de bomberos volcado y una soga, se ata con ella y entra en el portal antes de que se cierre, le dispara a Rowan para que suelte a Abby, la logra atrapar y ven como el fantasma se destruye al caer en el fondo del vórtice. Patty y Holtzmann tira de la soga y las sacan, cuando lo logran, el portal se cierra completamente y toda la ciudad vuelve a la normalidad.
Días después, los noticieros informan que, a pesar de que el gobierno niega la presencia de fantasmas o algún evento sobrenatural en la ciudad, los ciudadanos no creen nada de eso al ser todos testigos. Mientras están en un restaurante, se encuentran con la asistente del alcalde, quien, a pesar de que no quita el hecho de que seguirán diciendo que son un fraude, les dice que quieren que continúen con su investigación con fondos ilimitados ya que quieren estar mejor preparados en caso de otro ataque. Por lo que lo primero que piden, es cambiar su laboratorio a la estación de bomberos que querían en un principio.
Mientras entran, el tío de Patty llega, pidiéndole a su sobrina el auto al no entender la explicación de su sobrina de que fue destruido cuando lo hicieron explotar dentro del portal.
En escenas a mitades de créditos, muestran el trabajo de las Cazafantasmas en su nuevo laboratorio, mientras que ven un tributo hacia ellas hecho por toda la ciudad agradeciéndoles por haberlos salvados.
En una escena después de créditos, mientras trabajan en sus experimentos, Patty oye a través de un aparato de psicofonías algo raro, preguntándole a Abby y Erin qué es Zuul, las dos mujeres afirman que no saben mientras la pantalla se torna negra.

## Reparto
- Kristen Wiig como Erin Gilbert, una física, cofundadora de las Cazafantasmas después de que ella pierde la tenencia de la Universidad de Columbia.
- Melissa McCarthy como Abigail "Abby" Yates, una investigadora paranormal, cofundadora de las Cazafantasmas con Gilbert y Holtzmann.
- Kate McKinnon como Jillian Holtzmann, una ingeniera excéntrica, cofundadora de las Cazafantasmas y construye sus equipos.
- Leslie Jones como Patricia "Patty" Tolan, una trabajadora de MTA con un amplio conocimiento de la ciudad de Nueva York que se convierte en la primera recluta de las Cazafantasmas.
- Chris Hemsworth como Kevin Beckman, un apuesto secretario distraído y unido a las Cazafantasmas.
- Charles Dance como Harold Filmore.
- Neil Casey como Rowan North, un científico loco amargado que da rienda soltando a los fantasmas en la ciudad de Nueva York.
- Cecily Strong como Jennifer Lynch, asistente del alcalde.
- Andy García como Alcalde Bradley.
- Michael K. Williams como agente Hawkins.
- Matt Walsh como agente Rourke.
- Ed Begley Jr. como Ed Mulgrave Jr.

## Cameos
- Bill Murray como Martin Heiss, un desmitificador de lo paranormal.
- Dan Aykroyd como un taxista.
- Ernie Hudson como Bill Jenkins, el tío de Patty.
- Sigourney Weaver como la Dra. Rebecca Gorin, la mentora de Holtzmann
- Annie Potts como Vanessa, la recepcionista del Mercado Hotel.
- Ozzy Osbourne como él mismo (acreditado como "famosa estrella de rock").
- Un busto de bronce del fallecido Harold Ramis se ve en el pasillo fuera de la oficina del Dr. Gilbert, apareciendo cuando Dean Filmore se marcha.[9]

## Producción
El rodaje tuvo lugar en Nueva York y en Boston. En marzo de 2015 se montaron los sets de rodaje.

## Música

### Banda sonora
Ghostbusters (Original Motion Picture Soundtrack) es título de la banda sonora lanzada el 15 de julio de 2016, por RCA Records.

#### Lista de canciones
| N.º   | Título                          | Interpretada por                        | Duración |  |
| 1.    | «Ghostbusters»                  | Walk the Moon                           | 3:44     |  |
| 2.    | «Saw It Coming»                 | G-Eazy featuring Jeremih                | 3:29     |  |
| 3.    | «Good Girls»                    | Elle King                               | 2:59     |  |
| 4.    | «Girls Talk Boys»               | 5 Seconds of Summer                     | 3:36     |  |
| 5.    | «Who»                           | Zayn Malik                              | 2:54     |  |
| 6.    | «Ghostbusters»                  | Pentatonix                              | 2:52     |  |
| 7.    | «Ghoster»                       | Wolf Alice                              | 2:30     |  |
| 8.    | «Ghostbusters (I'm Not Afraid)» | Fall Out Boy featuring Missy Elliott    | 3:05     |  |
| 9.    | «Get Ghost»                     | Mark Ronson, Passion Pit, and A$AP Ferg | 3:36     |  |
| 10.   | «Party Up (Up in Here)»         | DMX                                     | 4:31     |  |
| 11.   | «Rhythm of the Night»           | DeBarge                                 | 3:50     |  |
| 12.   | «American Woman»                | Muddy Magnolias                         | 3:01     |  |
| 13.   | «Want Some More»                | Beasts of Mayhem                        | 2:03     |  |
| 14.   | «Ghostbusters»                  | Ray Parker Jr.                          | 4:05     |  |
| 46:15 |                                 |                                         |          |  |

#### Listas
| Lista (2016)                     | Mejor posición |
| -------------------------------- | -------------- |
| Australian Albums (ARIA)         | 21             |
| Canadian Albums (Billboard)      | 19             |
| US Billboard 200                 | 18             |
| US Soundtrack Albums (Billboard) | 1              |

### Score
Ghostbusters (Original Motion Picture Score) es la banda sonora de música incidental, compuesta por Theodore Shapiro.  Estuvo disponible para su descarga digital el 8 de julio de 2016, y fue lanzado en CD el 15 de julio de 2016, por Sony Classical.

#### Lista de canciones
Toda la música compuesta por Theodore Shapiro. 
| N.º   | Título                           | Duración |  |
| 1.    | «The Aldridge Mansion»           | 2:57     |  |
| 2.    | «The Garrett Attack»             | 1:29     |  |
| 3.    | «Never Invited»                  | 1:23     |  |
| 4.    | «Distinct Human Form»            | 2:26     |  |
| 5.    | «The Universe Shall Bend»        | 2:22     |  |
| 6.    | «Subway Ghost Attack»            | 3:21     |  |
| 7.    | «Ghost Girl»                     | 0:59     |  |
| 8.    | «Mannequins»                     | 2:12     |  |
| 9.    | «Ghost in a Box»                 | 0:50     |  |
| 10.   | «Dr. Heiss»                      | 3:21     |  |
| 11.   | «Ley Lines»                      | 3:47     |  |
| 12.   | «Pester the Living»              | 2:48     |  |
| 13.   | «I Will Lead Them All»           | 2:16     |  |
| 14.   | «The Power of Patty Compels You» | 2:16     |  |
| 15.   | «The Fourth Cataclysm»           | 3:32     |  |
| 16.   | «Balloon Parade»                 | 1:58     |  |
| 17.   | «Battle of Times Square»         | 3:20     |  |
| 18.   | «Entering the Mercado»           | 2:31     |  |
| 19.   | «Behemoth»                       | 3:43     |  |
| 20.   | «Into the Portal»                | 3:07     |  |
| 21.   | «NY Heart GB»                    | 0:49     |  |
| 51:27 |                                  |          |  |

## Estreno
Ghostbusters se estrenó en los cines de Estados Unidos el 15 de julio de 2016. En España se estrenó el 12 de agosto de 2016.

## Recepción

### Crítica
En el portal de internet agregador de reseñas Rotten Tomatoes, la película posee una aprobación de 74%, basada en 219 reseñas, con una calificación promedio de 6.5/10 por parte de la crítica, mientras que de la audiencia tiene una aprobación de 51%, basada en más de 76 000 votos. El consenso crítico del sitio web menciona, "Cazafantasmas hace un trabajo impresionante sosteniéndose a sí misma como una comedia sobrenatural independiente con un elenco maravilloso —  incluso si no puede evitar palidecer en comparación con el clásico original". En Metacritic, la película obtuvo una puntuación de 60 de 100, basada en 51 reseñas, indicando «reseñas mixtas o promedio». Las audiencias de CinemaScore dieron a la película una clasificación promedio de "B+" en una escala de A+ a F.
El crítico Mark Kermode del periódico The Observer adjudicó la película con tres de cinco estrellas y escribió que "hubiera sido genial poder informar que la película terminada era lo suficientemente buena como para callar a los detractores intolerantes de una vez por todas... La dura verdad es que no lo es — al menos, no del todo. Aunque infinitamente gustó al público más de lo que los trolls venenosos habían esperado, la nueva Cazafantasmas es a lo sumo un éxito limitado, un asunto a menudo entretenido, generalmente agradable, pero también un asunto desigual". Richard Roeper de Chicago Sun-Times dio a la película una de cuatro estrellas, criticando su actuación, guion, y efectos especiales "mediocres". En su vídeo reseña de la película, Roeper llamó a la película una de las peores del año y dijo que la película "permanece ahí muerta como un cadáver en descomposición de principio a fin". The Village Voice dijo que la película "sufre de la ansiedad de la influencia" del original, pero elogió a los actores. Mara Reinstein de Us Weekly dio a la película 2,5 estrellas de 4, elogiando a sus actores, pero criticando su "guion perezoso que tarda una eternidad para ponerse en marcha" y sus secuencias de acción "sin inspiración". Richard Lawson, escribiendo para la revista Vanity Fair, dijo que la película " malgasta tanto tiempo forcejeando con su legado que se olvida de ser su propia película, poniendo a desperdicio un talentoso elenco y marcando otra decepción en esta pésima temporada de cine de verano".
Algunos críticos como Chris Stuckmann, Jeremy Jahns y Sean Moore dieron reseñas positivas de la película, si bien señalaron también algunos fallos importantes, la colocaron por debajo de la original pero ligeramente por encima de Ghostbusters II.
Actualmente está considerada como un fracaso en taquilla debido a las pérdidas millonarias tras la recaudación total.

## Controversia
La película ha sido objeto de críticas por parte de los usuarios de medios sociales desde la divulgación sobre la participación de Feig y el anuncio de un elenco exclusivamente femenino en agosto de 2014. Ciertos detractores llamaron a la decisión de un elenco completamente femenino solo una "artimaña", y la reacción creció tras la confirmación del elenco en enero de 2015. Wiig estuvo "desanimada" que "hubiera tanta controversia porque éramos mujeres". Aykroyd respondió que él y su familia estaban "encantados con esta herencia de la antorcha de Cazafantasmas para estas más que magníficas mujeres de la comedia".
En septiembre de 2015 Paul Feig, escritor y director, acusó a los detractores de la película de "misóginos".
El primer tráiler de promoción oficial fue publicado en YouTube el 3 de marzo de 2016. Fue visto 24 millones de veces en 24 horas, y más de 60 millones de veces en todas las plataformas de medios sociales en su primera semana. La recepción fue negativa, obteniendo "12.000 me gusta y 13.800 no me gusta" en la mañana de su publicación, con incluso comicbook.com describiendo chistes sobre el tráiler como "divertido, pero no para partirse de risa".
David Griner de Adweek la consideró como "una de las mayores opiniones polarizadas de la historia reciente". En junio de 2016, con más de 33 millones de visualizaciones, el tráiler ya era el que obtuvo el mayor rechazo inmediato en YouTube, con sólo 247.675 "me gusta" y 861.345 "no me gusta".
Algunos de los comentarios del tráiler fueron señalados como sexistas y opuestos a la presencia de protagonistas femeninas, similar fenómeno que se dio en el tráiler de la nueva película de la saga Star Wars, Rogue One. Si bien también se señaló a Sony y a la producción de la película por acusar injustificadamente a los críticos del tráiler con opiniones válidas de sexismo, siendo estas voces una minoría. Se publicaron varias versiones reeditadas hechas por aficionados.
Algunas de las razones propuestas para explicar el rechazo incluyen la nostalgia por la película original, falta de interés actual en nuevas versiones remake debido a los fracasos similares recientes, y la falta de humor en la nueva película según demostraba el tráiler de promoción. Todd Martens de Los Angeles Times, sugirieron que los aficionados se sintieron "con derecho" a una película que conservara la franquicia como la imaginaron. Feig dijo que cree que un grupo de aficionados tenían "verdaderos problemas con las mujeres... Pero también hay un gran grupo de personas que están preocupados por esta propiedad, y lo entiendo completamente. Soy completamente comprensivo a eso".
Varios detractores apuntaron a prejuicios racistas con el tráiler, incluida Janessa E. Robinson de The Guardian, Nico Lang de Salon.com y Akilah Hughes del canal Fusion. Todos se quejaron de que las tres Cazafantasmas blancas eran científicas y académicas, mientras que la cazafantasmas negra era sólo una trabajadora del transporte urbano, aparentemente inepta; Hughes describió a ese personaje negro como salido de un "espectáculo minstrel". Robinson también criticó la película por ignorar al parecer a "las mujeres latinas, asiáticas e indígenas". La actriz Leslie Jones respondió a las críticas en Twitter diciendo que su personaje era "una mujer trabajadora" que representa "al pueblo", y preguntó; "¿por qué no puede una persona normal ser una cazafantasmas?"
La celebridad de YouTube y cineasta James Rolfe, reconocido por su popular personaje como The Angry Video Game Nerd, declaró que no vería ni reseñaría la nueva película y expreso su oposición ante una versión reboot que descartaba por completo los protagonistas e historia originales. Brooks Barnes de The New York Times y Daniel Friedman de Polygon señalaron ciertas supuestas inconsistencias en los puntos objetados por Rolfe, y consideraban sus puntos de vista como ejemplos de "exigencias de derecho" por parte de un fan, tales como emitir un juicio sobre la película antes incluso de haberla visto, y de haber mostrado una falta de preocupación por otras nuevas versiones remakes de franquicias que también había declarado que un fan, como el caso de las Tortugas Ninja, todo esto a pesar de que Rolfe anteriormente había señalado las características que separaban ambos casos. Sin embargo, Rolfe también se vio envuelto en la polémica, ya que varios comentaristas y usuarios en las redes sociales tuvieron fuertes desacuerdos con su rechazo, arremetiendo contra él en un nivel personal. Los comentaristas de The Washington Post, Salon.com y Polygon encontraron que algunos de estas respuestas tomaron el rechazo personal de Rolfe como parte de la respuesta misógina contra la película, a pesar de que Rolfe no abordó en ningún momento discusiones sobre el cambio de género en el elenco durante su comunicado en vídeo. La reseña negativa de Richard Roeper sobre la película se encontró también con críticas similares, acusándolo de macho-bias en la sección de comentarios. los periodistas de The Atlantic y NBC New vieron la controversia como parte de la brecha de género y guerra cultural en curso a través de los medios sociales. Ellos, junto con Feig, señalaron aspectos comunes a los eventos y reacciones de la controversia gamergate relacionada con los videojuegos.
Judd Apatow, productor de Cazafantasmas, comparó a aquellos que habían dado a conocer su disgusto por esta versión remake con simpatizantes de Donald Trump.
Después del estreno de la película, Jones se convirtió en el blanco de insultos racistas y sexistas en Twitter. Un número de usuarios, incluyendo a Feig, demostraron su apoyo para Jones y criticaron el manejo de la situación por parte de Twitter. Paul Feig respondido a los abusos contra Jones, tuiteando: "Que se jodan los haters. Y haters, ataquenme todo lo que quieran, pero cuando atacan e insultan a mi elenco, ustedes han cruzado la línea. Maduren y dejen a mi elenco en paz". El 19 de julio, Twitter suspendió la cuenta del escritor Milo Yiannopoulos de Breitbart, que había criticado fuertemente a Jones, por su comportamiento abusivo durante las 48 horas previas. Por el contrario, Jones y su personaje en la película también fueron acusados de promover estereotipos negativos sobre la gente de color.